# Prionolabis longeantennata
Prionolabis longeantennata är en tvåvingeart som först beskrevs av Gabriel Strobl 1910.  Prionolabis longeantennata ingår i släktet Prionolabis och familjen småharkrankar.
Artens utbredningsområde är Österrike. Inga underarter finns listade i Catalogue of Life.